# Jens Christian Jacobsen
Jens Christian Jacobsen (født 1949) er uddannet som folkeskolelærer og senere kandidat (cand. pæd.) fra DPU. Han har været ansat som lektor ved KDAS og i vidensafdelingen ved professionshøjskolen UCC. Centerleder ved Institut for Naturfagenes Didaktik KU 2014.
Han er forfatter og redaktør af en række lærebøger.
Han har bl.a. med Bo Steffensen redigeret og skrevet kapitler i Læreruddannelsens didaktik (2007), der er udgivet i to bind på Klim Forlag, og er sammen med Steen Just forfatter til det eksistensfilosofiske værk: Verdensmyter – mellem tanke og handling (1999), Forlaget Samfundslitteratur. Han har ligeledes leveret bidrag til en række antologier om bl.a. pædagogisk ledelse, samt om Niklas Luhmann og Thomas Ziehe.

## Væsentlige udgivelser
- " Autopoiesis- en introduktion til Niklas Luhmanns verden af systemer" (1992) (red) Politisk Revy ISBN 8773780774
- "Autopoiesis II- udvalgte tekster af Niklas Luhmann" (1995) (red) Politisk Revy ISBN 8773781193
- " SPOR - en antologi om almendannelse" (1995) (red) Kroghs Forlag ISBN 8774698192
- ’’Refleksive læreprocesser- en antologi om pædagogik og tænkning’’ (1997) Politisk Revy ISBN 9788773781593
- ’’Intuition og læring’’ (2002), Kroghs Forlag
- "Læreruddannelsens Didaktik 1" (2007) Klim ISBN 9788779553880 ( medredaktør Bo Steffensen)
- " Læreruddannelsens Didaktik 2" (2007) Klim ISBN 9788779553897 ( medredaktør Bo Steffensen)
- ’’Pædagogik som fag og praksis’’, (2011) Samfundslitteratur ISBN 9788759316160 (medredaktør Tom Ritchie)
- "Progression i uddannelse og undervisning", (2010) Klim, ISBN 9788779558205
- "Uddannelseskvalitet i en globaliseret verden" ( 2012) Samfundslitteratur ISBN 9788759316351 ( medredaktør Hanne Leth Andersen)
- "Lærerens grundfaglighed- mentalisering som arbejdsredskab" ( 2014) Billesø & Baltzer ISBN 9788778423399
- " Til dannelse eller nytte? - Universitetsuddannelser mellem forskningsbaseret faglighed og relevans for arbejdsmarkedet" (2017) Frydenlund ISBN 9788771188288 ( med Hanne Leth Andersen)
- " Kritisk Pædagogik for Pædagoger- Social retfærdighed for børn og unge" ( 2019) Akademisk Forlag ISBN 9788750053156 ( med Üzeyir Tireli)
- " Analyse for Pædagogstuderende" ( 2021) Akademisk Forlag ISBN 9788750056607